# Saskatchewan River
Saskatchewan River (Cree: kisiskāciwani-sīpiy, "swift flowing river") er en stor flod i Canada der er omkring 550 km lang, der hovedsageligt løber østpå gennem Saskatchewan og Manitoba og løber ud i Lake Winnipeg. Via sine tilløb North Saskatchewan og South Saskatchewan, omfatter dens afvandingsområde en stor del af prærieregionerne i det centrale Canada, helt over mod Rocky Mountains i Alberta og det nordvestlige Montana i USA. Der er 1.939 kilometer til til de fjerneste udspring i Bow River, en biflod til South Saskatchewan i Alberta.

## Beskrivelse
Saskatchewan River dannes i den centrale del af Saskatchewan, omkring 40 km øst for Prince Albert, ved sammenløbet af de to floder North Saskatchewan og South Saskatchewan, ved Saskatchewan River Forks. Begge floder har deres udspring i gletchere i Alberta Rockies. St. Mary River, der afvander regionen omkring Hudson Bay-kløften i Glacier National Park, har også udløb i Saskatchewan River via
den sydlige forgrening.
Den forenede flod løber øst-nordøst, ind i Codette Lake der er opstået bag dæmningen ''Francois Finlay Dam ved Nipawin og så ind i Tobin Lake, ligeledes opstemmet, af E.B. Campbell Dam. Den fortsætter mod nordvest, passerer gennem en marskregion, hvor den får tilløb fra nordvest af Torch River og Mossy River. Ved det nordlige hjørne af marskområdet løber den mod øst, snoende sig gennem en række mindre søer, og ind i det vestlige-centrale Manitoba til The Pas, hvor den får tilløb fra sydvest af Carrot River. Sydøst for The Pas, danner den adskillige løb i et delta på nordvestsiden af Cedar Lake; Den fortsætter fra søens sydøstende og løber omkring 5 km til Lake Winnipeg, som den løber ind i på nordvestbredden, nord for Long Point. Lake Winnipeg afvandes til Hudson Bay, via Nelson River.
Floden har ligesom provinsen Saskatchewan navn efter Cree-ordet kisiskāciwani-sīpiy, der betyder "hurtig strømmende flod ". Floden og dens bifloder var en vigtig transportrute for First Nations og de tidlige europæiske pelsjægere.
Der er bygget vandkraftværker flere steder langs floden, ved Nipawin, og E.B. Campbell Dam (tidligere Squaw Rapids) i Saskatchewan og ved Grand Rapids i Manitoba.

## Historie
Floden, der kaldtes "Kish-stock-ewen" ses på et kort fra Hudson's Bay Company fra 1760, der er baseret på mundtlig beskrivelse fra en First Nations man ved navn Attickasish, der havde været guide for Anthony Henday. Et andet kort fra 1774 viser ret præcist flodens løb.
Henry Kelsey gennemrejste området i 1690-erne for Hudson's Bay Company, og Louis de la Corne, Chevalier de la Corne, etablerede den fjerneste vestlige post for det franske område i Canada (Ny Frankrig) lige øst for Saskatchewan River Forks ved Fort de la Corne. Dertil oprettede Hudson's Bay Company og North West Company adskillige handelsstationer op langs floden og de to tilløb fra slutningen af det 18.- til slutningen af det 19. århundrede. Transporterne i handelsperioden forgik hovedsageligt med York boats (en) og kanoer.
Flodbåde blev hentet fra Red River of the North i det 19. århundrede og forblev vigtige i trafikken til 1890-erne da jernbanerne kom til området.
De tidligste bebyggelser i Saskatchewan og Alberta var omkring floderne, f.eks. Fort Edmonton (Edmonton, Alberta), Fort Battleford (Battleford), Prince Albert og Cumberland House.